# Ereca mwengana
Ereca mwengana is een hooiwagen uit de familie Assamiidae.